# غابة برج الكيفان
غابة برج الكيفان هي غابة تقع في برج الكيفان بولاية الجزائر، تدار هذه الغابة من قبل هيئة المحافظة على الغابات في الجزائر العاصمة (CFA) تحت إشراف المديرية العامة للغابات (DGF).

## خلفية

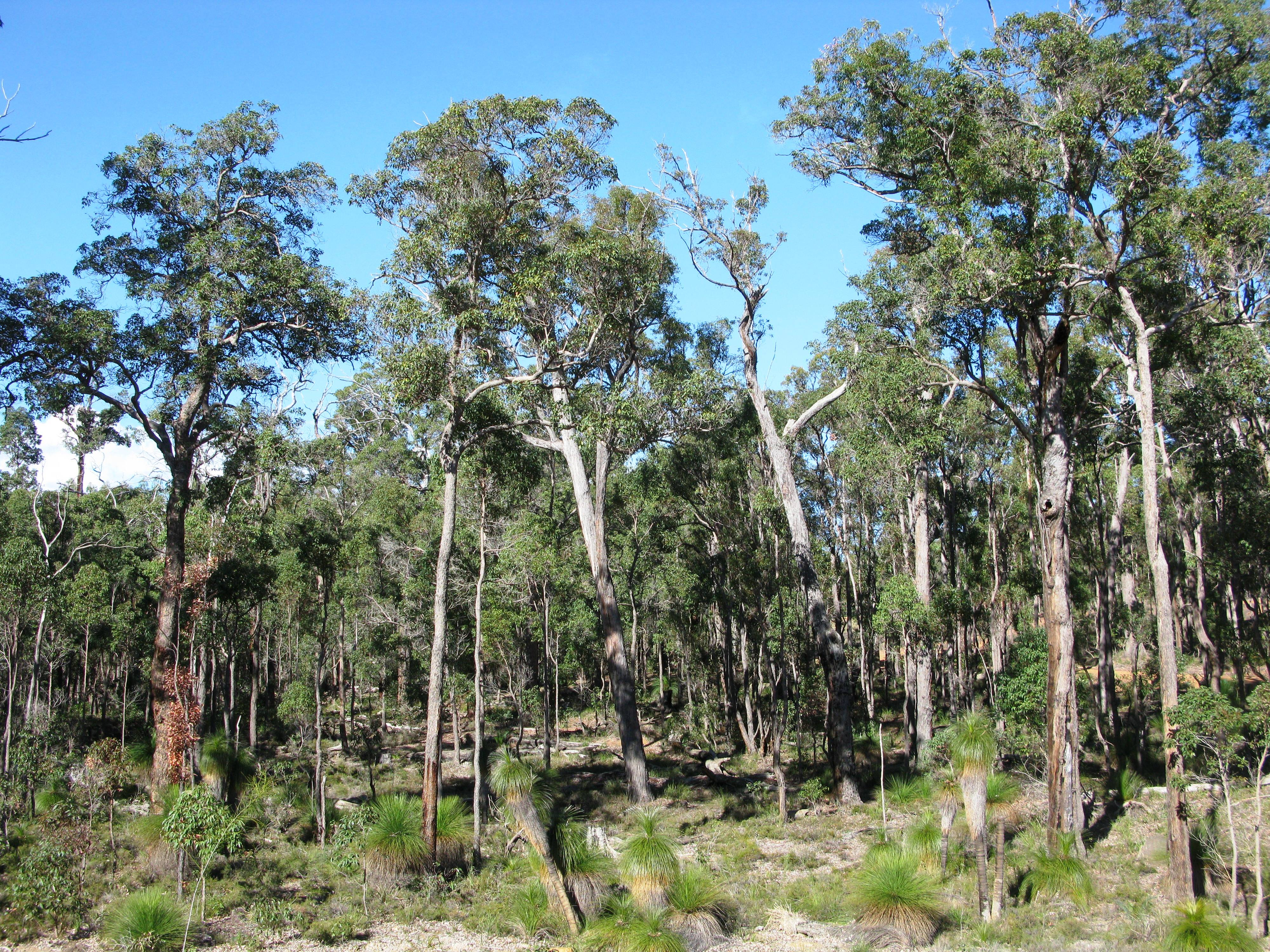
غابة أوكالبتوس

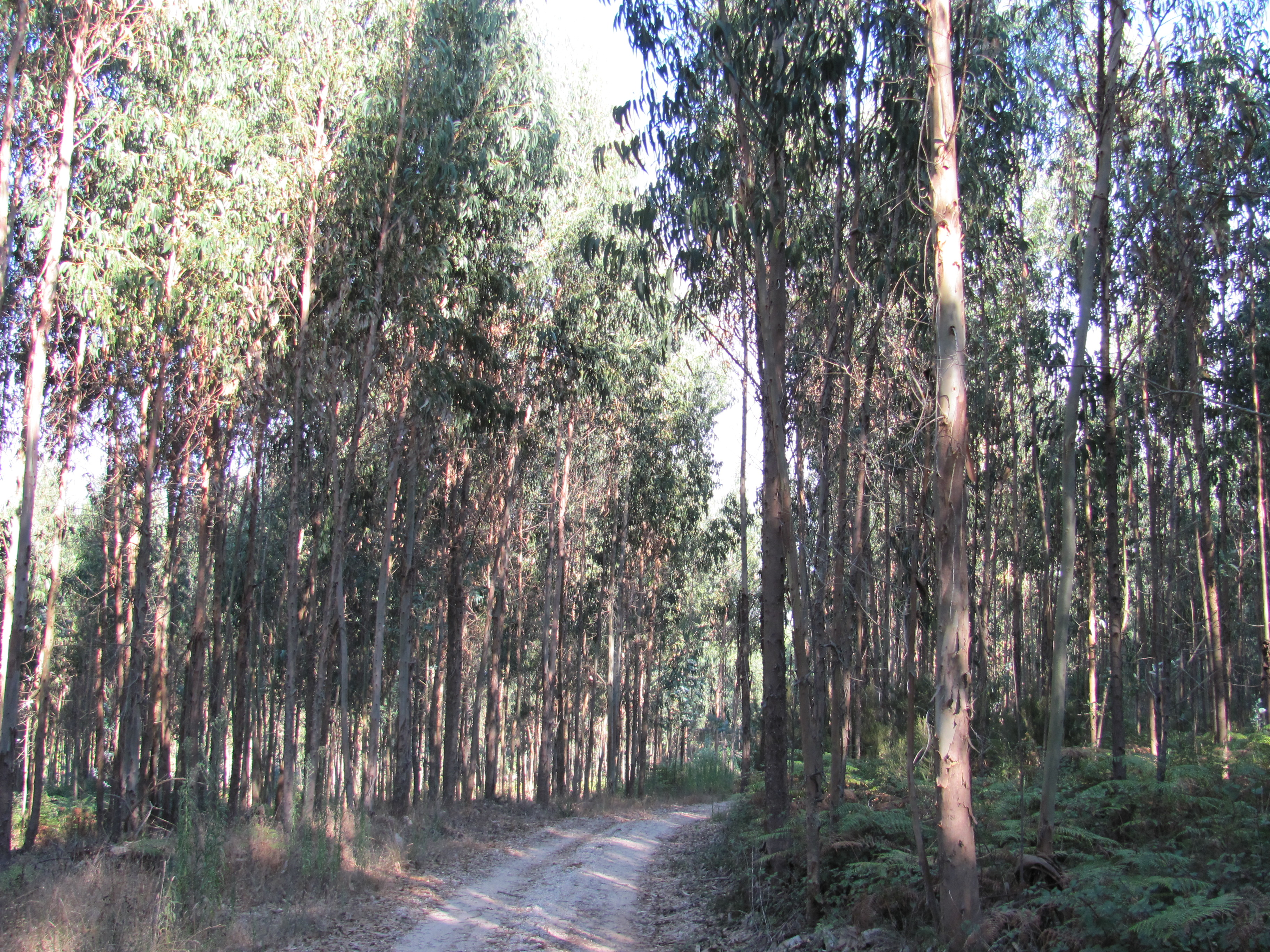
غابة الأوكالبتوس

تمتد هذه الغابة على مساحة 8 هكتار (20 أكر) وأغلب أشجارها من أوكالبتوس، التي يبلغ عمرها مائة عام، تقع ببلدية برج الكيفان، وفي عام 2009 عملت الحكومة على تزويدها بجدار من الحديد المطاوع ومعدات ترويج للأنشطة الترفيهية. وهي متنفس ومكان للترفيه والاسترخاء يستفيد منه سكان المدينة. حيث توجد فيها بعض الأبنية العشوائية التي تؤثر على جماليتها.

## تاريخ
تقع غابة برج الكيفان الصغيرة بين برج الكيفان وبرج البحري. وفي عام 2009 أقيمت فيها بعض الأنشطة الترفيهية، وبُنيت فيها بعض الأكواخ للتصييف والاستجمام، ولكن أشجارها، والتي أغلبها من أشجار أوكالبتوس التي يبلغ عمرها حوالي مائة عام، تعاني من الإهمال.

## الموقع
تقع غابة برج الكيفان على بعد 18 كم شرقي الجزائر العاصمة، و 70 كم شرق تيبازة و 4 كم من البحر الأبيض المتوسط. تقع في بلدية برج الكيفان في متيجة.